# Állatkertek és Akváriumok Világszövetsége
Az Állatkertek és Akváriumok Világszövetsége (WAZA - World Association of Zoos and Aquariums) a világ állatkertjeit összefogó úgynevezett „esernyő-szervezet”.

## Leírás
Tagságába jellemzően nem az egyes állatkertek tartoznak, hanem olyan regionális és nemzeti állatkerti szervezetek, mint például az Európai Állatkertek és Akváriumok Szövetsége (EAZA), vagy az USA-beli állatkerteket tömörítő (AZA). A legtöbb állatkert tehát közvetetten, a regionális szervezeteken keresztül tagja a WAZA-nak. A világ 224 vezető állatkertje és akváriuma, „saját jogon” is tagjai a szervezetnek. Az állatkerteken és akváriumokon kívül tagja a még a WAZA-nak olyan szerveződések, mint az állatkerti állatorvosok és az állatkerti gondozok szervezete is. A szervezet célja, hogy a világ állatkertjeiben, akváriumaiban és más hasonló intézményeiben előmozdítsa az élővilág sokféleségének megőrzése, a környezeti nevelés, és a természeti erőforrások fenntartható használata érdekében folyó munkát, egyszersmind elősegítse az állati jóllét legmagasabb szintű megvalósulását. A veszélyeztetett fajok megmentése érdekében a WAZA irányításával 182 fajról vezetnek nemzetközi törzskönyvet, és a világszervezet tagságába tartozó intézmények összesen 810 faj esetében tartanak fenn nemzetközi szinten összehangolt fajmegmentő tenyészprogramot. Számos állatfaj, köztük az európai bölény, az ázsiai vadló kifejezetten ennek a tevékenységnek köszönheti fennmaradását.

## Története
1935-ben alapították, az Állatkerti Igazgatók Nemzetközi Szervezetét (IUDZG), Bázelben (Svájc). A második világháború alatt a szervezett működése megszűnt, de Rotterdamban megalapították az új Állatkerti Igazgatók Nemzetközi Szervezetét 1946-ban. 2000-ben a szervezetet átnevezték Állatkertek és Akváriumok Világszövetségére.